# Пассек, Пётр Богданович
Пётр Богданович Па́ссек (18 февраля 1736 — 22 марта 1804) — русский государственный деятель, активный участник переворота 1762 года, генерал-аншеф (1782), сенатор, правитель Могилёвского наместничества (1777—1781), генерал-губернатор Белорусских наместничеств (1781—1796), президент Вольного экономического общества (1794—1797).

## Биография
Выходец из смоленской шляхты, православный шляхтич герба Долива. Род Пассеков имел чешское происхождение, родоначальник его переселился из Богемии в Великое княжество литовское, где был наделён поместьями в окрестностях Смоленска. После взятия Смоленска русскими войсками в 1654 году, 600 смоленских шляхтичей присягнули на верность царю Алексею Михайловичу. Вопреки устоявшемуся в литературе мифу, род Пассеков не был украинским и не принадлежал к казачьей старшине.
Пётр Богданович Пассек родился 18 февраля 1736 года в семье Богдана Ивановича Пассека, статского советника, судьи в Малороссийском генеральном суде, белгородского воеводы и Анастасии Яковлевны Повало-Швейковской.
В сентябре 1744 года, в возрасте 8 лет был зачислен мушкетером в лейб-гвардии Преображенский полк. В декабре 1761 года, в чине поручика, был командирован в Ревель с манифестом о кончине императрицы Елизаветы Петровны и о воцарении Петра III.

### Дворцовый переворот
При подготовке заговора против Петра III, будучи дружен с братьями Орловыми, возглавлял один из четырёх отделов, на которые делились участники заговора. Когда заговорщики уже готовы были приступить к активным действиям, арест Пассека чуть не сорвал их планы.
В конце июня 1762 года между солдатами распространился слух, будто императрица погибла. 27 июня, когда Пассек находился в полковой канцелярии казарм своего полка, к нему зашёл солдат и передал дошедший до него слух. Видя бездействие Пассека, солдат отправился от него к другому офицеру, капитану Измайлову, которому и выразил вновь свои опасения, и притом пересказал свой разговор с Пассеком. Измайлов не принадлежал к числу заговорщиков и тотчас отправился к майору Воейкову и донес ему об отсутствии реакции Пассека на сообщенную ему информацию. Воейков немедленно арестовал Пассека, а обо всем происшедшем послал донесение в Ораниенбаум, к императору. Его арест ускорил активные действия заговорщиков и уже 28 июня император Пётр III был свергнут, а на престол возведена Екатерина II. Находившийся в это время под стражей и отклонивший предложения солдат дать ему свободу, Пассек рано утром 28 июня был освобожден самой Екатериной II, прибывшей из Петергофа в казармы Измайловского полка.

### Государственная служба
Как один из организаторов переворота Пассек уже 3 августа 1762 года получил 24 тысячи рублей и следующий чин гвардии капитана «за отменную службу, верность и усердие нам и отечеству; для незабвенной памяти о нашем к нему благоволении», в день коронации Екатерины II 22 сентября того же года был сделан действительным камергером, а в ноябре того же года ему было пожаловано село под Москвой и мыза в Ревельском уезде с 250 душами.
В 1765 году Пассек в числе других участников заговора был пожалован единовременным пособием в 4000 рублей, а в 1766 году получил ежегодный пенсион в 1000 рублей.
4 декабря 1766 года был уволен со службы по болезни в чине генерал-поручика с полным окладом жалованья и единовременной выдачей 15000 рублей «на оплату долгов».
В 1778 году вновь принят на службу после 12-летнего перерыва и назначен правителем (губернатором) Могилевского наместничества.
В 1781 году определен к присутствию в 1-й Департамент Правительствующего Сената, но уже через несколько месяцев вновь назначен генерал-губернатором  в Белорусские наместничества (Могилёвское и Полоцкое) на место З. Г. Чернышева с получением чина полного генерала и награждением орденом Александра Невского.
В период его губернаторства Могилёв посетила императрица Екатерина II с императором Иосифом II, в память чего была заложена церковь во имя Св. Иосифа.
В правление Пассека белорусские евреи по примеру своих прибалтийских соплеменников подали Пассеку ходатайство о наделении их некоторыми правами, которыми они не пользовались, как не христиане. Пассек переслал ходатайство генерал-прокурору Вяземскому. Сенат потребовал от генерал-губернатора объяснений на пункты в прошении евреев. Какие ответы дал Пассек подлинно не известно. Известно лишь, что при обсуждении вопросов винокурения он отстаивал интересы дворян, выразив мнение, что они легко могут заменить евреев своими собственными людьми, а последних необходимо выселять из деревень и местечек в интересах благосостояния христиан.
С 1794 года по 1797 год носил звание президента Императорского Вольно-Экономического Общества, но в этой должности за все три года лишь один раз посетил заседания общества.
Вступивший на престол после смерти Екатерины II Павел I указом Сенату от 17 декабря 1796 года повелел отставить Пассека от службы и запретил ему въезд в обе столицы.
В марте 1801 года после вступления на престол Александр I разрешил Пассеку въезд в столицу, чем тот незамедлительно и воспользовался, вернувшись в Петербург, однако на службу не вернулся.
Умер 22 марта 1804 года. Погребен на Лазаревском кладбище в Александро-Невской лавре.

## Характеристика современников
Гавриил Добрынин, служивший под началом Пассека в Могилевском наместничестве в своих воспоминаниях характеризует Пассека как «бояроватого вельможу, в неоплатных долгах».
По вступлении в должность губернатора Пассек вошел в близкую дружбу с советником Могилевского наместничества, Васильем Ипатьевичем Полянским, человеком умным и способным, но крайне честолюбивым. Эти качества, по мнению Добрынина, сообщали устойчивость дружбе между начальником и подчиненным, тем более усиливавшейся еще и потому, что Пассек, который «ничем не хотел заниматься, кроме карт, лошадей, любовницы, побочного сына и титула губернаторского», конечно, сильно нуждался в таком советнике. Результатом было то, что в непродолжительном времени вся власть и управление перешли в руки Полянского, а губернатор, как ядовито замечает автор воспоминаний, «желая пользоваться переменой воздуха, разъезжал».
При строительстве собора Св. Иосифа случилась следующая, характерная для Пассека, история. Он строился в течение 18-ти лет, потому что, по свидетельству того же Добрынина, губернатор «подрядчика по строению церкви, купца Чирьева почтил отличным своим покровительством для того, чтобы он тем же материалом и работниками отделывал ему мызу Пипенберг». Выстроена была эта церковь уже тогда, когда порвались отношения между генерал-губернатором и подрядчиком, — и последний стал доносить на своего патрона, а тот, в свою очередь, сделался его «мстителем и гонителем»: он лишил его откупов и подрядов и посадил в тюрьму.
Из переписки одного иностранного путешественника, который был Могилеве представлен Пассеку, остались весьма подробная характеристика и описание Пассека. «Генерал Пассек» ростом 5 фут 8 дюймов, геркулесовского сложения; лицо его может быть чрезвычайно приветливо, взгляд у него гордый и, покуда он не заговорит, по выражению лица можно думать, что он умен; ему лет около 60-ти, однако он проводит ежедневно пред зеркалом часа 2, хотя весь его туалет состоит в том, чтобы надеть парик, завитой заранее».
После восшествия на престол Павла I стали известны злоупотребления Пассека. Так, указом от 10 октября 1797 года Павел I, препровождая Сенату дошедшую до него жалобу от Моргани (урожденную княжну Радзивилл), на тянувшееся уже десять лет дело её о бриллиантах, отправленных ею в Петербург для продажи, но задержанных Толочинской таможней и под видом конфискации перешедших в руки Пассека, и ввиду того, что это была уже не первая жалоба на конфискацию бриллиантов, повелел донести «в чём сие дело состоит и зачем оное остается столь долговременно без решения», а также ускорить его окончание.

## Семья
Первая жена — баронесса Наталья Исаевна Шафирова (1740—1796), дочь И. П. Шафирова, внучка петровского вице-канцлера. После рождения дочери супруги жили врозь.
- Дочь Варвара  (27.02.1761—10.05.1787), одна из первых выпускниц Смольного института, с 1779 года фрейлина при дворе императрицы Екатерины II.

Со второй половины 1770-х сожительницей Пассека и хозяйкой в его доме была Мария Сергеевна (1752—1805), дочь переводчика С. С. Волчкова, вдова А. М. Салтыкова. Свои отношения они смогли узаконить только после смерти Натальи Исаевны. Тогда же был узаконен их общий сын Пётр (1775—1825) — генерал-майор, участник Отечественной войны 1812 года, член «Союза благоденствия».

«Марья Сергеевна — жена отъявленного игрока, майора Салтыкова, который, проиграв Пассеку всё свое состояние, поставил на карту жену и проиграл и её. Говорят, будто эта потеря менее всего огорчила его, хотя Марья Сергеевна была еще молода и хороша собою; Пассек, назначенный генерал-губернатором Белоруссии, увез ее в Могилев. (…) Эта женщина была первейшею красавицей (…) Молодой Пётр Петрович, сын наместника и Марьи Сергеевны, которую он называет однако теткою, был со мною чрезвычайно любезен. Этот ребенок так же ласков и льстив, как и его отец, красотою походит на тетку, а притворством напоминает обоих.»
Кроме того, у Пассека имелись две племянницы, сёстры Ведель, просватанные за видных деятелей екатерининского правления — З. Г. Чернышёва и П. И. Панина.

## Источник
- Тагеев М. Пассек, Петр Богданович // Русский биографический словарь : в 25 томах / Под наблюдением председателя Императорского Русского Исторического Общества А. А. Половцева. — СПб., 1902. — Т. 13: Павел преподобный — Петр (Илейка). — С. 359–361.